# 新天地耶穌教證據帳幕聖殿教會
新天地耶稣教证据帐幕圣殿（：／），簡稱新天地教會或新天地，由李萬熙于1984年3月14日在韓國创建的基督教系团体。至2014年统计，其有超过120,000名信徒；2020年估计，其目前已有大約240,000名信徒。

## 組織

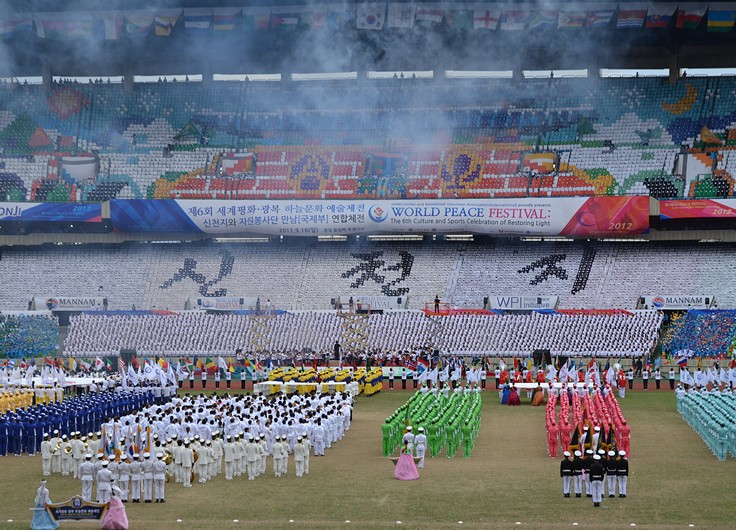
2012年在首尔奥林匹克主竞技场举办的新天地第六届运动会

新天地的组织根据启示录4章的内容,将立约的牧者称为"总会长",由总会24个部属组成。以耶稣12门徒的名字，建立了12枝派。
先学习圣经，之后进入锡安基督教宣教中心开始听课，教育期间是6～12个月，最后通过中心的结业考试，合格者登录为教会的圣徒。
虽然通过新冠疫情流行事件，在线授课，教育方式很多部分发生了变化，但是通过学习圣经登录中心听课的部分是一样的。

## 相關事件

### 2019冠狀病毒群聚性感染
2020年2月，新天地教会内发生大規模2019冠状病毒病群聚性感染。第一名新天地教會教徒確診個案「第31號患者」出現於2月18日。。至2月20日，在大邱和慶北地區出現的30例中有23人也被發現與新天地教會有關。
信徒對自己的身份保密、隱藏行蹤的習慣也導致了傳染控制措施無法順利進行。大韓民國政府在調查初期無法追踪第31例患者行蹤，截至2月27日，第31號病例一起進行禮拜的4,000多名信眾仍有300多人無法取得聯繫。信徒不願揭露身份，也導致公眾無法發現是自己是否已接觸信徒，因而應該進行自我隔離。
時任首爾市長朴元淳在2020年3月1日以「没有为防止疫情扩散积极采取措施」起訴教區總會長李万熙和12个支会领导嫌疑謀殺及傷害，同時指出教會提供的虛假信息妨礙了衛生當局的工作。翌日，李万熙召开记者会，就教内集体感染事件跪地谢罪。他稱「我从没想过会发生这种事…我仍在试图弄明白这怎么会发生」。
3月3日，首尔市政府表示，称将按照程序推进新天地教会法人执照的吊销工作。

### 新冠疫情中的奉献活动
2020年7月至12月，为了帮助医疗界尽快研究出治疗新冠疫苗，约6000名新天地信徒自愿进行獻血浆活动，对韩国疫情缓解起到一定作用。
2021年4月18日起的两周时间，新天地教会在韩国74个地区87个场所进行了有序的鲜血活动。共有1,8628名新天地信徒参与了这次活动。韩国全国血库量的紧张情况得到了快速的缓解，从原来的仅仅3日提供量上升到了5.9天。为此大韩红十字会首尔中央血液库院长金东锡，亲自表达了对新天地教会的感谢。

### 疫情后新天地教会面对的法律纠纷及判决结果
2023年1月20日首尔中央地方法院民事合议34部（部长金养浩）20日表示原告首尔市以社团法人新天新地证据帐幕圣殿耶稣教、总会长李万熙（92岁）为对象提起的2亿韩元规模的损害赔偿诉讼被判原告败诉 。李万熙会长因为减少信徒名单和住所信息的行为（违反感染疾病法，违纪妨碍公务执行）被起诉，法务部判断没有证据证明李会长提供假材料，于去年8月被判无罪。

## 强制宗教教育
新天地耶稣教会10日发布新闻稿称：“新天地耶稣教会成员虽然是韩国公民，应受宪法保护，但现实是，由于恶意谣言引发的‘仇视新天地’，他们正遭受着接连不断的受害者。”并补充道：“3月8日，我们举行了新天地井邑教会成员朴叙仁逝世两周年的线上追悼会。2020年3月9日去世的朴执事当时新冠病毒检测结果为阴性，但由于家庭内部仇视新天地，遭受了家庭暴力和严重矛盾，最终导致其死亡。”他继续说道：“2020年2月26日，蔚山就发生了这样的事件。一名60多岁的女性信徒因为是新天地教会信徒而遭受了严重的家庭暴力。在她去世前，她因宗教冲突而遭受暴力，甚至报警，但最终从公寓楼上坠落身亡。人们在整个社会中都会经历歧视和受害，包括冲突和不公平的解雇。”他还补充道：“对新天地教会的仇恨在新冠疫情之前就已存在。四年前的2018年1月，新天地光州教会成员具智仁因宗教问题去世。她试图通过强制皈依教育逃离被关押的地方。她的父母试图阻止她，但她出现呼吸困难，被紧急送往医院，随后在医院被宣布死亡。”新天地教会声称，强制皈依教育是指对新天地教会信徒进行教育，以强迫他们皈依基督教等其他宗教。 
新天地耶稣教会发表官方声明，谴责哥伦比亚广播公司（CBS）“No Cut News”的报道。新天地耶稣教会成员发表声明称：“我们要求制定具体的立法，以实现宗教自由，禁止强制皈依，并惩罚那些实施强制皈依的人。” 这份以全体新天地耶稣教会成员名义发表的声明声称：“目前，韩国的宗教自由遭到漠视，宗教人士操纵着政治和法律。此外，宗教人士正在剥夺人们的宗教自由，甚至犯下谋杀罪。” 声明全文如下。

## 外部連結
- 官方网站